# Deutsche Partei (Slowakei)

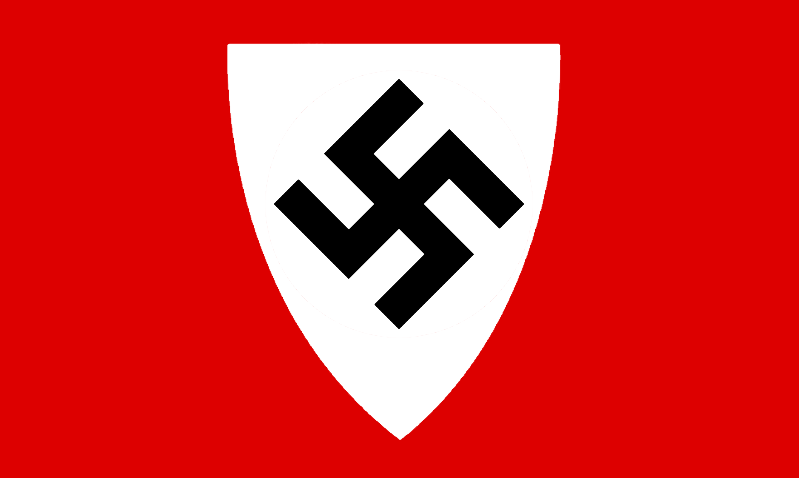
Parteifahne

Die Deutsche Partei war als Nachfolgeorganisation der Karpatendeutschen Partei von 1938 bis 1945 die nationalsozialistische Sammlungsbewegung der deutschen Minderheit in der Slowakei (vor allem in der Ersten Slowakischen Republik).
Die Deutsche Partei wurde am 8. Oktober 1938 in Preßburg gegründet. Vorsitzender („Volksgruppenführer“) war Franz Karmasin. Die Partei gab als Parteizeitung den Grenzboten und die Deutschen Stimmen heraus.
Bei den „Wahlen“ zum autonomen slowakischen Landtag am 18. Dezember 1938 wurden zwei Vertreter der Deutschen Partei gewählt: Neben Franz Karmasin war dies Josef Steinhübl. Später wurden noch Sigmund Keil als Nachrücker für Gejza Rehák und Adalbert Gabriel als ernanntes Mitglied als weitere deutsche Vertreter in dem Snem aufgenommen. Die Abgeordneten schlossen sich der Fraktion der HSĽS an.